# Здание компании «Киммо»
Здание компании «Киммо» — жилой дом с помещениями коммерческого назначения, построенный в центре Выборга в начале XX века акционерным обществом «Киммо» по проектам архитектора Л. Иконена и строительного мастера Х. Каартинена. Примыкающее к зданию компании «Кулма» и обращённое фасадом к парку имени Ленина шестиэтажное здание в стиле модерн, расположенное на углу проспекта Ленина и улицы Димитрова, включено в перечень памятников архитектуры.

## История
Согласно генеральному плану города 1861 года, разработанному выборгским губернским землемером Б. О. Нюмальмом, территория бывшего Петербургского форштадта была разделена на участки правильной формы. Так с прокладкой новой главной городской магистрали оформились границы площади Красного Колодца, и участки поблизости от неё заняли небольшие деревянные жилые домики, построенные в 1860-х годах по проектам архитектора И. Е. Иогансона.
В начале XX века обширный угловой участок с деревянными строениями перешёл в собственность акционерного общества «Киммо», которое в 1903—1918 годах возглавлял архитектор Л. Иконен. Им спроектирована первая очередь большого здания: узкие пятиэтажные корпуса, обозначившие границы участка, были выстроены на нынешних улице Димитрова и проспекте Ленина в 1904 и 1907 годах соответственно. А в 1915 году строительным мастером Х. Каартиненом был возведён масштабный шестиэтажный угловой корпус, поглотивший более ранние постройки.
Здание представляет собой типичный многоквартирный доходный дом со двором-колодцем и коммерческими помещениями. Частично облицованный гранитом первый этаж фасадной части с большими витринными окнами отведён под магазины, а на верхних этажах разместились квартиры и различные организации. С целью максимальной прибыльности единого дома ранние боковые корпуса были перестроены и подведены под общую крышу над шестым этажом, стилизованным под мансарду, что повлекло за собой утрату некоторых выразительных черт (например, обращённый к парку фасад первоначально заканчивался округлым щипцом с декором и шарами по углам, а место широкого балкона на уровне третьего этажа занимали три отдельных полукруглых балкончика). Тем не менее, общий лаконичный фасад с довольно простой отделкой сохранил привлекательность. Своеобразной компенсацией утраченных украшений бокового корпуса стали три круглых балкончика на углу дома.
В результате ремонта, проведённого для устранения последствий советско-финских войн (1939—1944), облик здания был искажён: не восстановлено покрытие тёмным кровельным материалом верхнего этажа, расположенного выше карниза, что ухудшает восприятие монументального фасада. Фасады более ранних корпусов Л. Иконена окрашены в цвета, выделяющие их на фоне постройки Х. Каартинена.

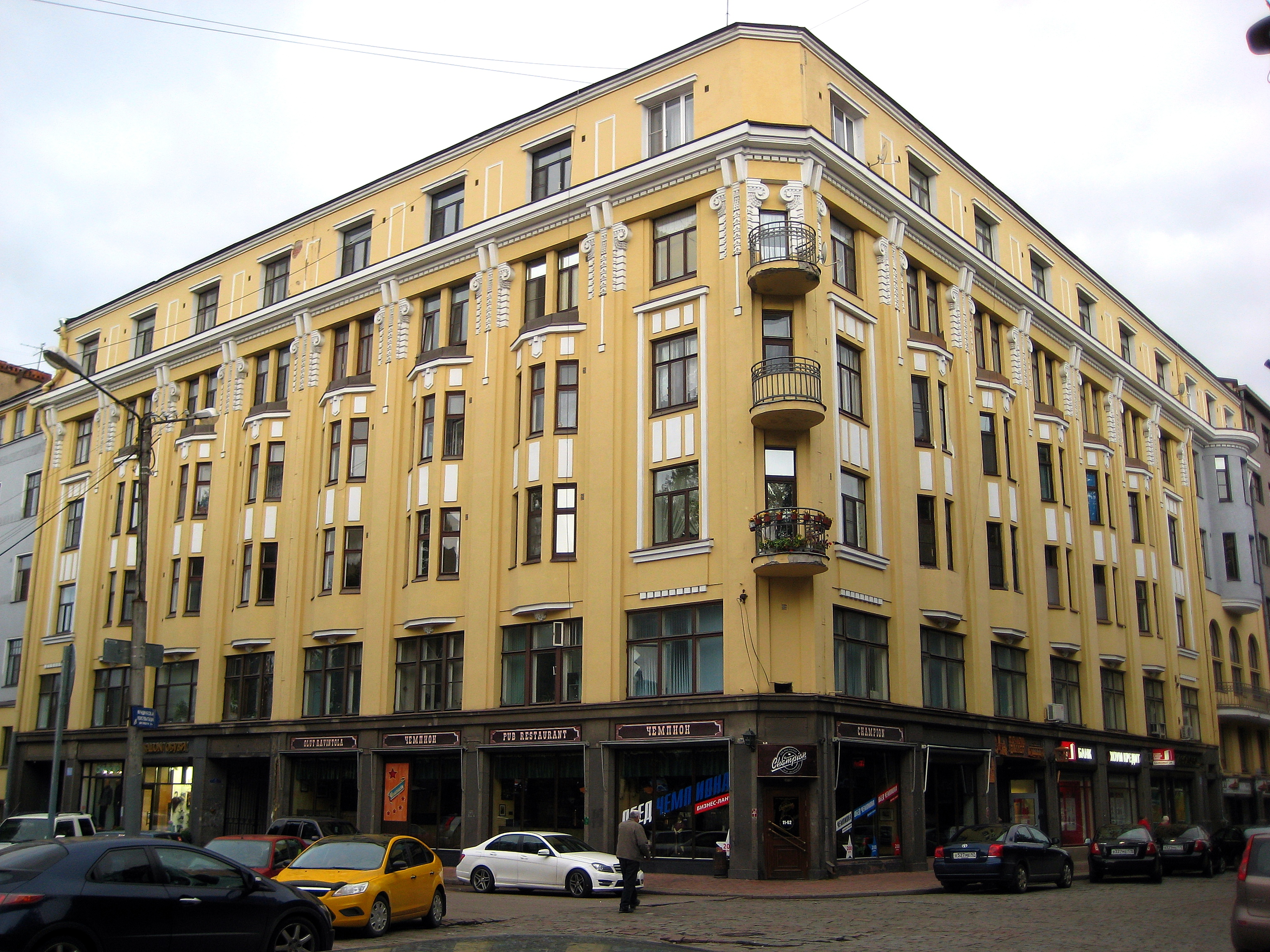
Фасад
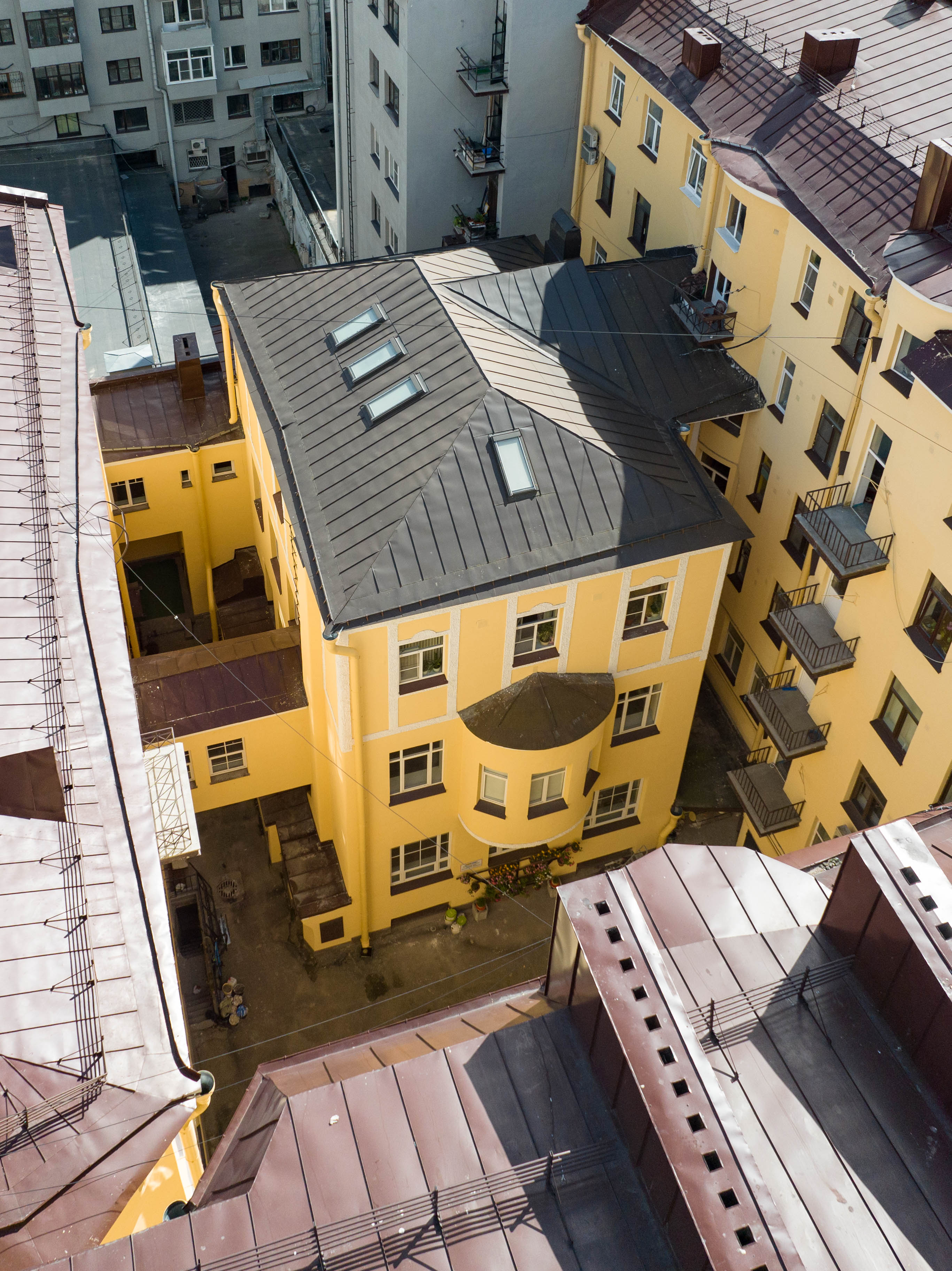
Двор-колодец
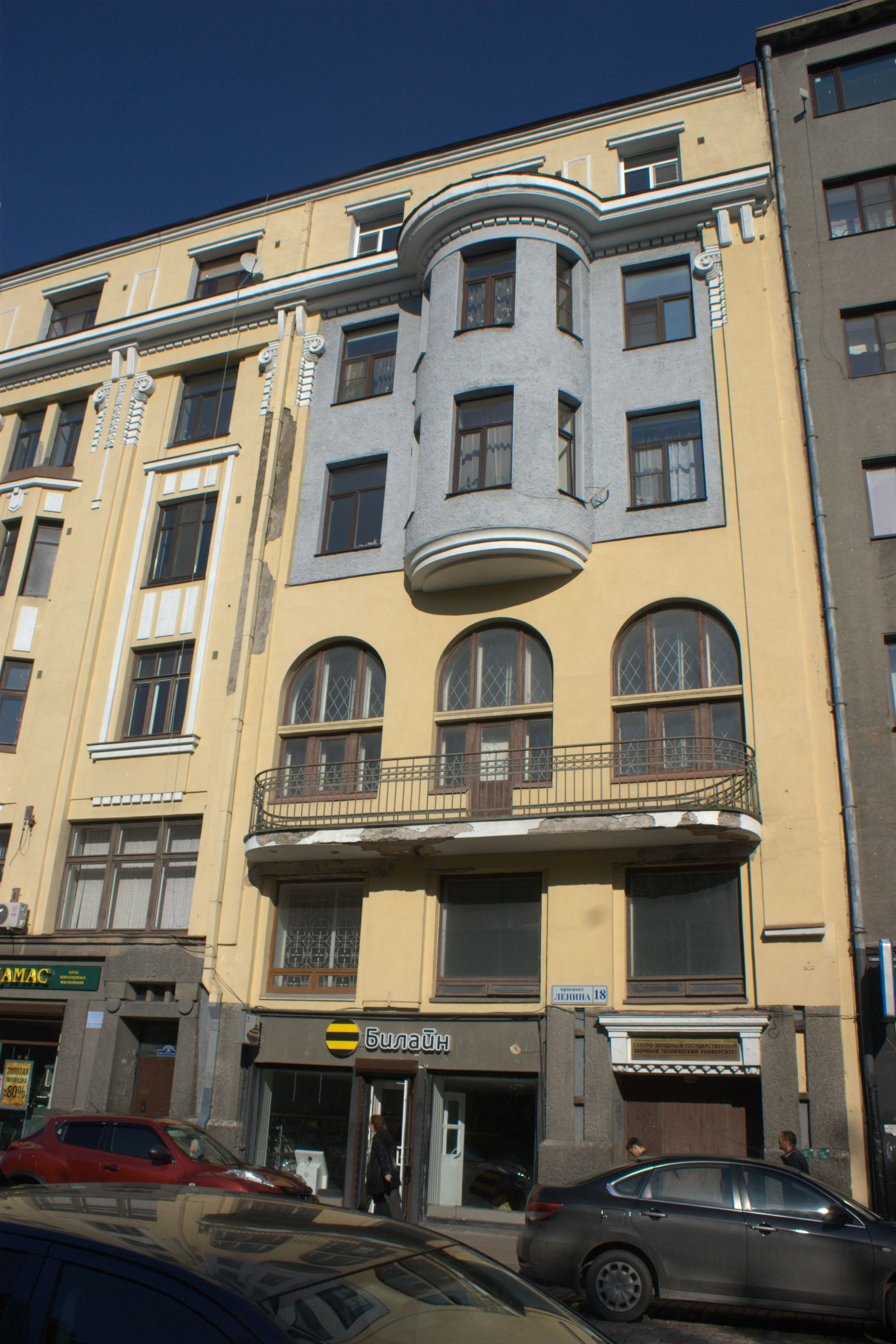
Перестроенный корпус 1907 года постройки